# Murder Party
Murder Party és una pel·lícula de comèdia de terror estatunidenca de 2007 escrita, dirigida i rodada per Jeremy Saulnier. Va ser rodat a Brooklyn, Nova York. Va rebre el premi del públic a la millor pel·lícula al 2007 Slamdance Film Festival projectat en festivals com el Festival de Cinema de Maryland.

## Trama
Christopher, un netejador solitari, troba una invitació per a una festa de disfresses d'Halloween titulada "Murder Party", al carrer. Es fa una disfressa de cavaller amb cartró i es dirigeix a Brooklyn per assistir a la festa, només per descobrir que en realitat és una trampa tendida per un grup d'estudiants d'art trastornats. Els estudiants d'art, vestits, són Paul (un vampir gòtic), Macon (un home llop), Sky (una animadora zombie), Lexi (Pris de Blade Runner), i Bill (un Baseball Fury de The Warriors). Tenen la intenció de cometre un assassinat com a obra d'art per impressionar Alexander, el seu ric i sinistre mecenes, amb l'esperança que rebin una gran beca d'art d'ell. En Chris ha portat una barra de pa de carbassa i panses, que Sky comença a menjar. Aleshores revela que és al·lèrgica al raïm no ecològic, cau, es colpeja el cap i mor. El grup amaga el cos per vergonya
L'Alexander arriba a la Murder Party amb un amic, Zycho (desconegut pel grup) i el seu gos, Hellhammer, que es diu que és part dingo. Alexander revela que Zycho és el seu traficant de drogues. A continuació, cada membre del Murder Party dona la seva aportació sobre com cometrà l'assassinat. Les drogues i l'alcohol alimenten el grup mentre decideixen esperar l'hora de les bruixes, moment en què apunyalaran a Chris a l'uníson. Mentre en Macon marxa a recollir una pizza, l'Alexander té sexe amb la Lexi i després amb el Paul. Macon torna per veure els dos mantenint relacions sexuals i comença a beure excessivament i acaba omplint-se d'alcohol en el procés. Més tard, accidentalment, s'incendia a si mateix, cosa que només en Chris nota. Paul, un artista de la fotografia, comença a fer fotos de Chris i està frustrat perquè ningú l'ajuda.
A mesura que el grup s'avorreix, decideixen jugar a la veritat o atrevir-se amb pentotal sòdic ("sèrum de la veritat") i divulgar els seus secrets més íntims. Tots finalment prenen un tret de la mateixa agulla, excepte l'Alexander, que injecta el seu tret a una llesca de pizza. Cadascun revela veritats principalment trivials sobre les seves vides i intenta obligar a Alexander a confirmar que realment té diners per donar. Bill, que s'ha mantingut principalment al marge, descobreix que el grup es burla d'ell i planeja expulsar-lo, però només perquè la seva feina és molt millor que la seva. En Macon confessa el seu amor durant molt de temps per la Lexi i explica una història de quan estaven a l'institut i van menjar junts una paleta en una torre d'aigua. Macon mostra que va mantenir el pal de paleta sobrant com a senyal, però és rebutjat per Lexi. L'Alexander envia en Zycho a buscar-li una mica de metamfetamina.
Frustrat per no tenir ningú que l'ajudi en les seves fotografies, Paul truca al seu assistent professional perquè l'ajudi. El grup no està content perquè l'assistent no és conscient de la Murder Party. Esclata una discussió i Paul injecta a Alexander una dosi de sèrum de la veritat. El grup li pregunta de nou sobre la subvenció i descobreix que Alexander és en realitat un frau: és un mentider que planeja matar el grup, robar-li l'art i vendre'l, ja que suposa que valdrà més. La Lexi descobreix en Macon en flames i ella i l'assistent l'apaguen. Zycho torna amb una bossa de crack i Alexander immediatament li diu a Zycho que mati tothom. Paul rep un tret al cap però no s'adona i sembla que només li molesta que algú hagi interromput el seu discurs. L'assistent també rep un tret al cap i Zycho ataca a la Lexi. En Macon, molt cremat però encara viu, aconsegueix la seva motoserra i l'utilitza per atacar en Zycho, el mata brutalment i es desmaia poc després.
La Lexi immediatament comença a deslligar la Chris, però en Bill, que ara s'ha trencat completament, decideix que tothom ha de morir i mata a la Lexi amb una destral. En l'emoció, Hellhammer es menja la bossa de crack i després ataca a Alexander. Bill acaba amb el ferit Alexander amb un bat de beisbol i comença a caçar l'últim supervivent, Chris, que ara ha escapat. En Macon es desperta i persegueix en Bill amb una motoserra elèctrica per venjar la Lexi.
La persecució els porta a una festa d'estudiants d'art. Chris intenta amagar-se en una exposició d'art escènic i l'organitzador, Cicero, s'acosta a Bill i li pregunta si ha vist a Alexander que li va prometre una subvenció. Bill està més enfurismat i promet assassinar tota l'escena. Entra a l'exposició d'art i assassina tots els artistes abans d'acorralar Chris. En Macon, que ha arribat a la festa i ha trobat una presa per endollar la motoserra, cau del sostre mentre l'endolla. La motoserra endollada es deixa penjada fora d'una finestra darrere de Chris, que, després d'agafar-la i esquivar un cop de destral, fa caure la motoserra al cap d'en Bill en defensa pròpia. Llavors, Chris xoca una carabassa al cap destrossat d'en Bill i crida: "Només volia anar de festa!" Surt de l'habitació, agafant en préstec el telèfon d'un guàrdia de seguretat per marcar els serveis d'emergència, assenyalant explícitament que l'escena és real, no art. Aleshores abandona l'exposició mentre els assistents a la festa assumeixen que l'escena de l'assassinat és una obra d'art.
En Chris elimina la seva medicació contra l'ansietat i arriba a casa, on el seu gat, Sir Lancelot, finalment li torna la cadira. Christopher s'asseu i encén la televisió, encara amb la seva disfressa de cavaller amarada de sang.

## Repartiment
- Chris Sharp com a Christopher Hawley, un home solitari que va ser convidat a la Murder Party.
- Sandy Barnett com a Alexander / Tim, líder del grup, que després es va revelar que era un mentider.
- Macon Blair com a Macon, un home poc intel·ligent que està enamorat de la Lexi.
- Paul Goldblatt com a Paul, un home que causa problemes al grup després de convidar un assistent de fotografia.
- William Lacey com a Bill, un home tranquil que es torna boig al final després d'haver mentit.
- Stacy Rock com a Lexi, una noia enèrgica amb una personalitat boja.
- Skei Saulnier com Sky, un membre raonable del grup.
- Bill Tangradi com a Zycho, la mà dreta assedegada de sang d'Alexander.
- Puff Snooty com a Sir Lancelot, el gat de Chris.
- Beryl Guceri com a assistent de fotos de Paul
- Beau Sia com a Ciceró, un amic del grup que acull un projecte artístic.

## The Lab of Madness
The Lab of Madness va començar amb Christopher Sharp, Macon Blair i Jeremy Saulnier mentre creixen a la dècada de 1980 i rodaven curtmetratges de terror en VHS Camcorder i Super-8. La seva primera pel·lícula es va fer a 6è de primària i es va titular Megacop (1986). Més tard es van unir Paul Goldblatt, Sandy Barnett i Bill Lacey. El grup sovint feia tasques escolars com a projectes de vídeo, de manera que la seva extensa filmografia inclou interpretacions d'obres clàssiques com Macbeth i Beowulf. Després de l'escola secundària, tots van anar a diverses escoles de cinema i es van mantenir en contacte.
El primer intent de The Lab of Madness d'un pel·lícula va ser un guió titulat Moustache. Van rodar un curtmetratge titulat Crabwalk en un intent d'aconseguir finançament per a la pel·lícula. Després de no trobar inversors, el grup va decidir donar llum verda al Murder Party sense diners l'agost de 2005, i el febrer de 2006 van començar a rodar.

## Producció
El rodatge va ser dur i molts van ocupar diversos papers a la producció. Malgrat la això, va sorgir una tripulació unida. Gran part dels efectes especials prevists es van haver de comprometre a causa de les limitacions del pressupost, però per això es va centrar molt més en alguns efectes individuals. L'artista d'efectes visuals Chris Connelly va ser contractat per treballar en la postproducció en els efectes de maquillatge per complementar el que es feia al plató.

## Recepció
La pel·lícula té una qualificació del 100% de la crítica a Rotten Tomatoes, basada en 6 ressenyes. Chris Sharp va guanyar el premi al millor actor al Buenos Aires Rojo Sangre de 2008.